# Temocapril
Temocaprilul este un medicament antihipertensiv, fiind utilizat în tratamentul hipertensiunii arteriale și a insuficienței cardiace. Acționează ca inhibitor al enzimei de conversie a angiotensinei (IECA). Calea de administrare disponibilă este cea orală. A fost patentat în 1984 și aprobat pentru uz medical în 1994.